# Hongkong na Letních olympijských hrách 1996
Hongkong se účastnil Letní olympiády 1996 v 10 sportech. Zastupovalo ho 23 (14 mužů a 9 žen).

## Medailisté
| Medaile | Jméno       | Sport    | Disciplína         |
| ------- | ----------- | -------- | ------------------ |
| Zlato   | Lee Lai Šan | Jachting | ženy třída Mistral |